# Bristol Bombay
Bristol 130 Bombay byl britský dvoumotorový transportní letoun a tzv. koloniální bombardér, který RAF používalo v době druhé světové války.

## Vývoj
Vývoj letounu začal na základě specifikací C.26/31 britského ministerstva letectví z roku 1931, požadujících stavbu jednoplošníku, schopného nést 24 vojáků či odpovídající náklad pum. Bristol měl v té době jen malé zkušenosti se stavbou jednoplošníků. Oba jím doposud stavěné jednoplošníky měly vážné nedostatky. Závodní prototyp z roku 1922 i stíhací letoun Bristol Bagshot z roku 1927 trpěly nedostatečnou torzní pevností křídla, které se kroutilo. Aby předešel podobným potížím, použil Bristol u křídla letounu Bombay rovnou osm nosníků, na které byla použita vysokopevnostní ocel. Křídlo tedy bylo velice pevné, ale zároveň i velice těžké.
Prototyp označený Type 130 (K3583) poprvé vzlétl 23. června 1935. Pohon zajišťovala dvojice vzduchem chlazených hvězdicových motorů Bristol Pegasus III o výkonu po 559 kW s dvoulistými dřevěnými vrtulemi, na přídi i na zádi trupu byla umístěna střeliště. Zkoušky probíhaly na mateřském letišti Filton a na zkušebním letišti RAF v Martleshamu, které trvaly do roku 1936.
Brzy byla objednána sériová výroba 80 kusů, kterým bylo v roce 1937 přiděleno jméno Bombay. Od prototypu se odlišovaly pohonnými jednotkami Bristol Pegasus XXII se vzletovým výkonem 753 kW s třílistými stavitelnými vrtulemi, pozměněným tvarem svislých ocasních ploch a absencí aerodynamických kovových krytů hlavního podvozku. Jelikož byla kapacita továrny Bristolu ve Filtonu plně využita pro stavbu lehkých bombardérů Bristol Blenheim, byla výroba Bristolů Type 130A Mk.I Bombay přesunuta do Belfastu, kde je stavěla firma Short Brothers. Zvládnutí komplikované konstrukce křídla letounu u Shortu vedlo ke zpoždění dodávek, takže první letouny nebyly dodány dříve než na jaře 1939. Zakázka na stavbu letounu byla proto snížena o 30 kusů.
Přestože koncepce celokovového jednoplošníku byla nesporně pokroková, použití pevného podvozku bylo krokem zpět a snižovalo výkony i bojovou hodnotu celého letounu. Letoun měl hornoplošnou koncepci, ocasní plochy byly dvojité. Výzbroj se skládala ze dvou pohyblivých kulometů Vickers K ráže 7,7 mm, které byly umístěny po jednom ve věžích na přídi a zádi letounu.
Bombay byl vybaven stavitelnými vrtulemi, které byly prvním výrobkem později velice úspěšného výrobce vrtulí, firmy Rotol. Rotol vznikl jako společný podnik firem Bristol a Rolls-Royce.

## Operační nasazení

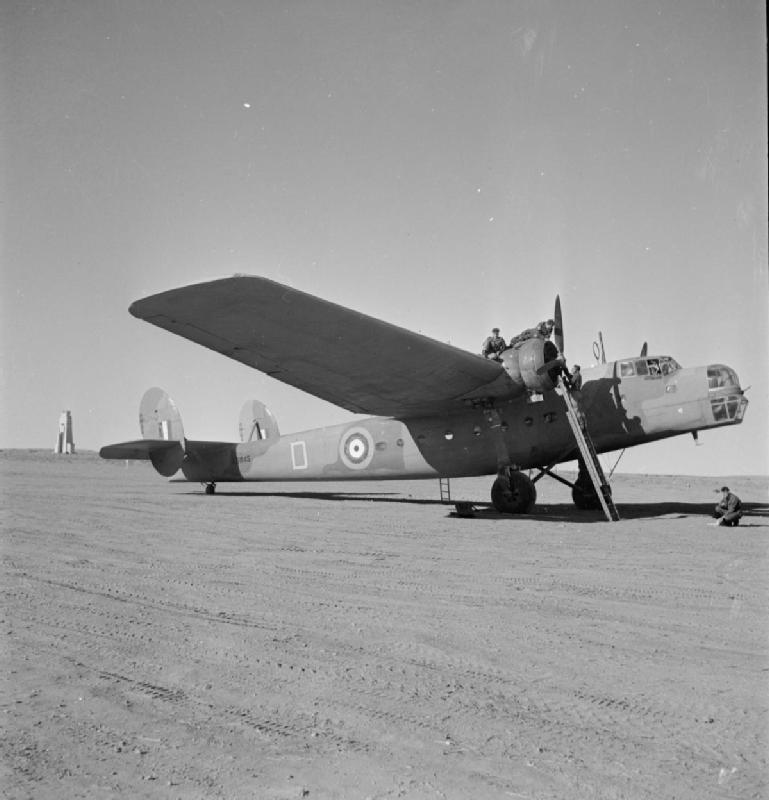
Bristol Type 130 Bombay (L5485), 216. peruť RAF

První jednotkou používající Bombay se stala v říjnu 1939 216. peruť dislokovaná v Egyptě, kdy převzala první z 39 strojů. K plnění svých úkolů je používala do přezbrojení na letouny Douglas C-47 Skytrain v červnu 1943. Letouny postupně získaly další perutě č. 117, 267 a 271.
Výkony letounu byly pro evropské válčiště nízké už na počátku války. Přesto bylo v roce 1940 10 letounů Bombay z 217. perutě RAF použito v rámci Britského expedičního sboru při obraně Francie. V červnu 1940 francouzský pilot Jean-Francois Demozay ulétl s jedním strojem a 15 vojáky na palubě do Anglie, kde vstoupil do RAF a stal se stíhacím esem.
Hlavním místem nasazení letounu byla severní Afrika a Blízký východ, kde Bristol Bombay nahradil letoun Vickers Valentia. V bombardovací roli mohl letoun nést na vnějších závěsnících až osm pum o hmotnosti 113 kg. Další používanou zbraní byly 9 kg vážící protipěchotní miny, svrhované z nákladového prostoru. Již v noci na 15. června 1940 svrhl osamělý Bombay 216. perutě pumy na italskými vojsky obsazený Tobruk. Během války letoun prováděl bombardovací mise na cíle v Etiopii, Italském Somálsku, Iráku a Libyjském Benghází. Podílely se také na prvním spojeneckém padákovém výsadku v Itálii v dubnu 1941 (operace Colossus) s cílem zničit systém akvaduktů v Abruzzách.
Letoun už byl zastaralý, takže jeho hlavním účelem byl transport vojáků, materiálu a evakuace raněných. U jedné posádky letounu Bombay je zaznamenáno 6 000 evakuovaných raněných vojáků.
Když Německo provedlo invazi na Krétu, Bristol Bombay britské 216. squadrony evakuoval 2. května 1941 řeckou královskou rodinu z Kréty do Egypta.
Pět strojů bylo použito během války vzniklou speciální jednotkou SAS v jejich první bojové misi, kterou byl útok na pět německých předsunutých letišť. Během války zničila komanda SAS na africkém bojišti více než 250 nepřátelských letounů.
Britský generálporučík William Gott, jež zemřel v troskách Bristolu Bombay sestřeleného nad Západní pouští, se stal nejvýše postaveným britským důstojníkem, který během války padl. Jeho náhradou ve funkci velitele 8. armády se stal generálporučík Bernard Law Montgomery.
V průběhu války byly tyto už zastaralé letouny nahrazovány modernějšími typy.

## Varianty
- Type 130 - prototyp
- Type 130A Bombay Mk I - sériová verze
- Type 137 - nerealizovaná civilní verze
- Type 144 - nerealizovaná verze se zatahovacím podvozkem podle specifikací B.4/34. V soutěži zvítězil typ Handley Page H.P.54 Harrow.

## Uživatelé

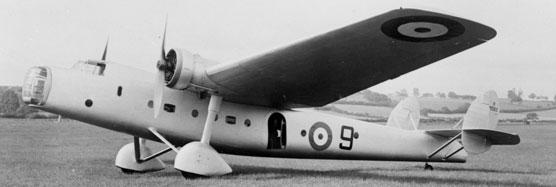
Bristol Bombay

- Austrálie
  - Royal Australian Air Force
- Spojené království
  - Royal Air Force

## Specifikace (Bombay Mk.I)

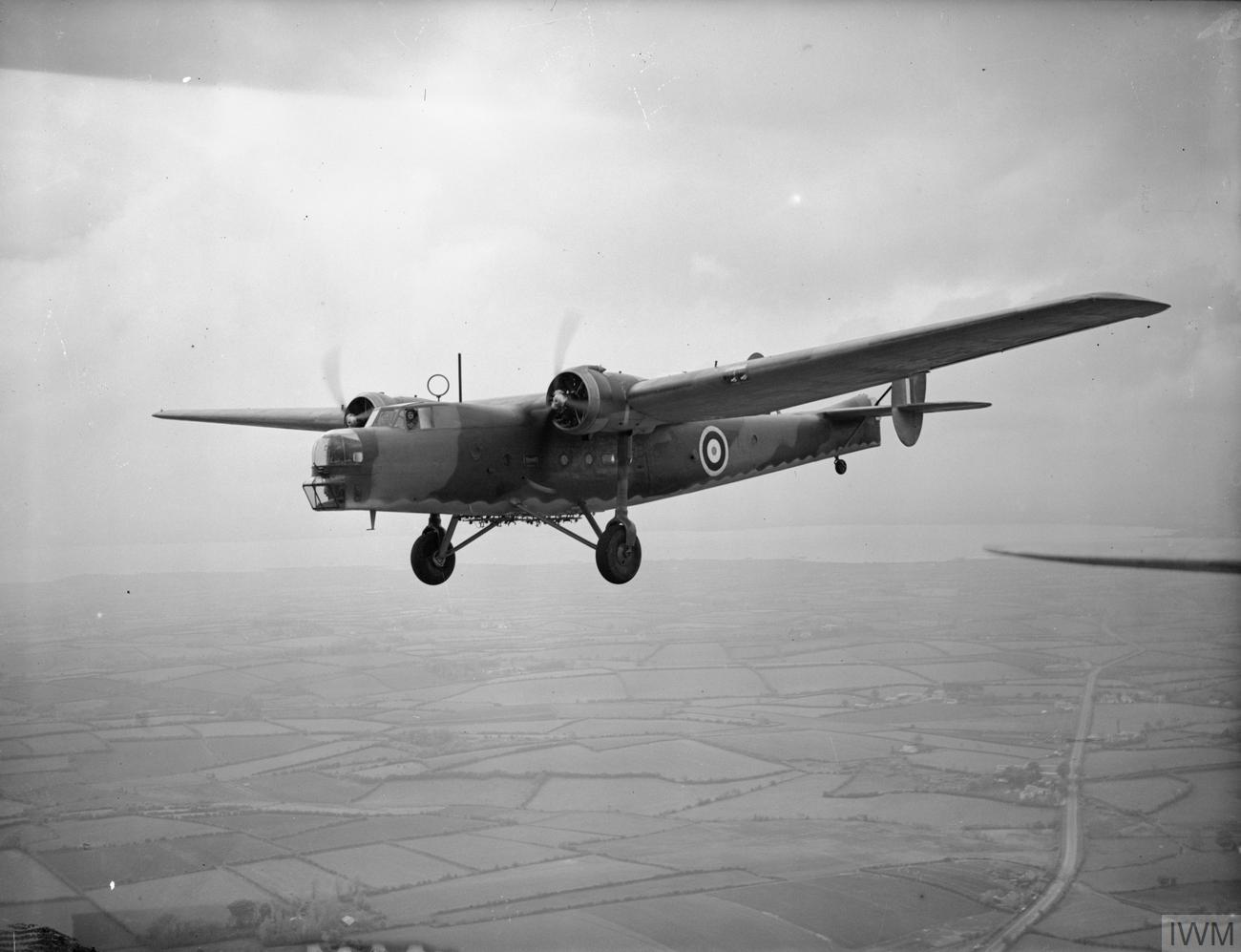
Bristol Bombay Mk.I (L5838)

### Technické údaje
- Osádka: 3-4
- Počet cestujících: 24 vojáků či 10 nosítek
- Rozpětí: 29,21 m[1]
- Délka: 21,12 m[1]
- Výška: 5,95 m[1]
- Nosná plocha: 124,65 m²[1]
- Hmotnost prázdného letounu: 6265 kg[1]
- Vzletová hmotnost: 9080 kg[1]
- Pohonná jednotka: 2 × Hvězdicový vzduchem chlazený devítiválec Bristol Pegasus XXII[1]
  - Výkon pohonné jednotky: 1010 k (742 kW)[1]

### Výkony
- Maximální rychlost: 309 km/h[1] ve výšce 2000 m
- Cestovní rychlost: 268 km/h ve výšce 3050 m
- Dostup: 7625 m[1]
- Stoupavost: 3,8 m/s
- Dolet: 3588 km[1]
- Plošné zatížení: 72,9 kg/m²
- Poměr výkon motorů/hmotnost: 0,170 kW/kg

### Výzbroj
- 2 × 7,7mm kulomet Vickers K[1]
- 907 kg pum